# Melchior Römer

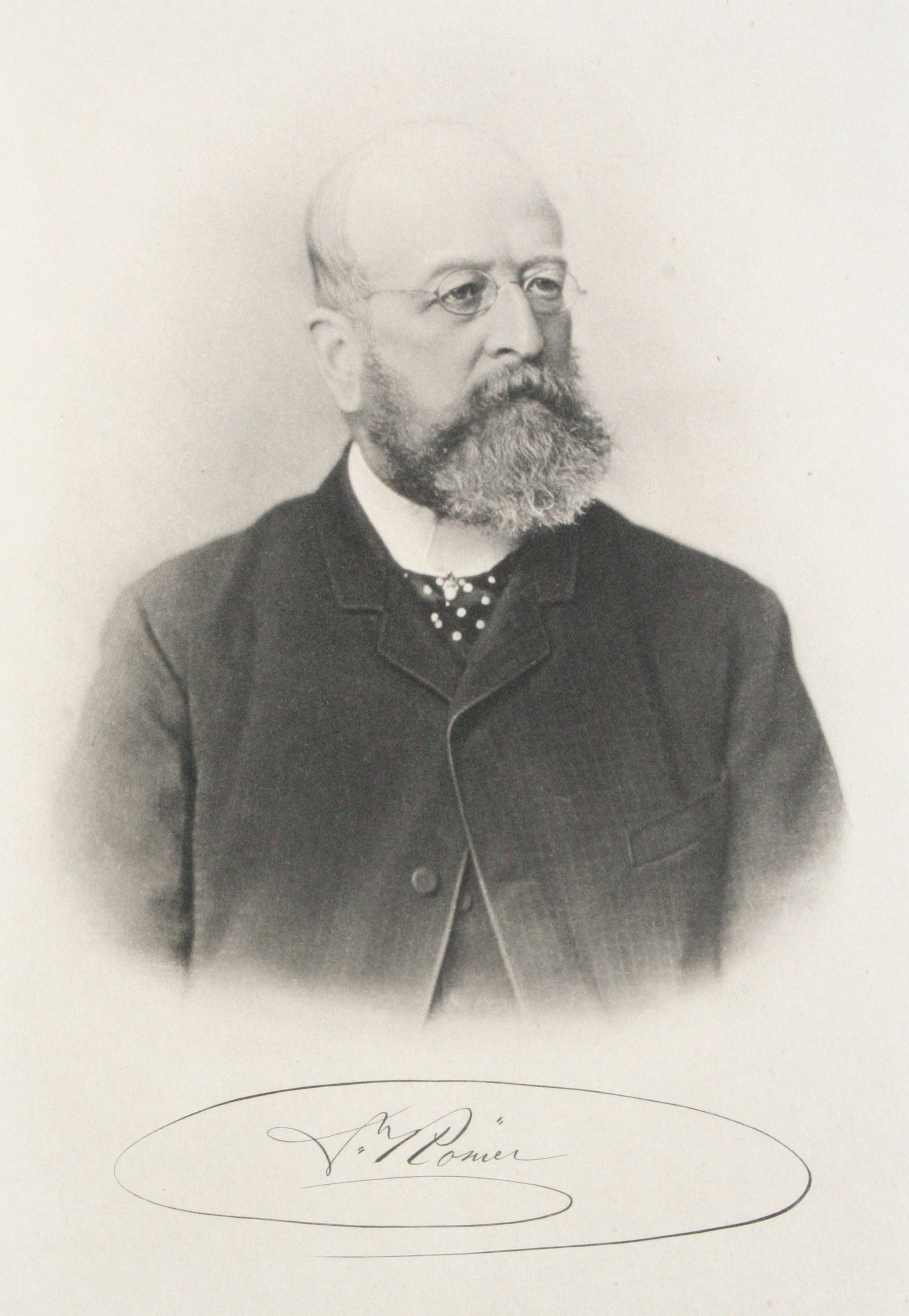
Römer rond 1880

Melchior Römer' (1831 - 1895) was een Zwitsers politicus.
Römer was lid van de Radicale Partij, de voorloper van de huidige Vrijzinnig Democratische Partij (FDP).
Hij werd in 1869 tot stadspresident van Zürich (dat wil zeggen burgemeester). Hij volgde Johann Heinrich Mousson Hij bleef stadspresident tot 1889. Zijn opvolger als stadspresident door Hans Konrad Pestalozzi.
Römer was lid van de Nationale Raad (tweede kamer federaal parlement) en was van 3 december 1878 tot 2 juni 1879 voorzitter van de Nationale Raad.